# Sarıağıl, Beypazarı
Sarıağıl là một xã thuộc huyện Beypazarı, tỉnh Ankara, Thổ Nhĩ Kỳ. Dân số thời điểm năm 2011 là 25 người.